# Дом Рубенса
 Дом Рубенса  (Rubenshuis, англ. Rubens House) — муниципальный музей города Антверпена, посвящённый жизни и творчеству прославленного художника XVII века Питера Пауля Рубенса с частичным воспроизведением его интерьеров и художественных коллекций.

## История
Рубенс восемь лет прожил в Италии. Начинал как художник-иностранец в Венеции. Но немного погодя получил должность придворного художника при дворе герцога Мантуи. Отношения с вельможным меценатом были достаточно хорошие, что дало возможность путешествовать по городам Италии и изучать произведения своих предшественников. Герцог доверил Рубенсу в 1603 году дипломатический визит ко двору короля Испании Филиппа III, от милостей которого в то время зависела и Фландрия, родина художника.
Ещё во времена пребывания в Италии Рубенс проявил заинтересованность к архитектуре. Свидетельством этого стало произведение — альбом «Дворцы Генуи», вышедшее в 1622 году.

## Строительство собственного дома

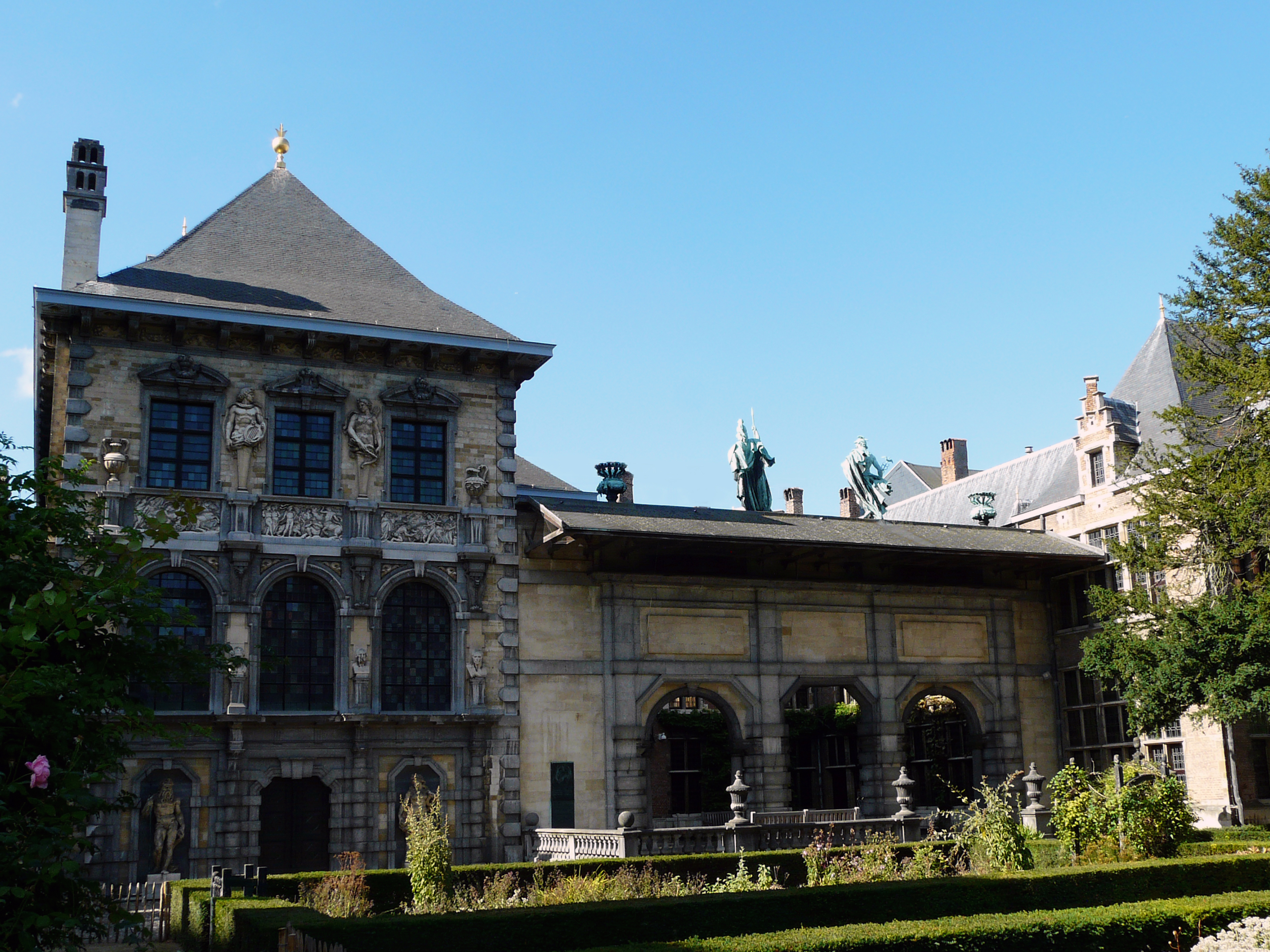
Дом Рубенса

В 1609 году, во время пребывания в Антверпене, Рубенс женился на Изабелле Брант. Хорошо сложилась здесь и его карьера, он был принят на службу наместниками испанского короля во Фландрии с правом проживания при дворе своих меценатов. На волне стабильного материального успеха в 1610 году он и начал строительство собственного дома, что переводило теоретическую заинтересованность к архитектуре в реальную плоскость.
Он приобрёл дом с участком земли (ныне площадь Ваппер, 9-11), который перестроил по своему вкусу с учётом итальянского опыта и архитектуры дворцов барокко, особенно Генуи. Фасад на улицу оставлен в привычных формах богатого бюргерского дома. Перестройки были осуществлены на фасадах парадного двора и на фасаде мастерской. Участок земли был распланирован как небольшой сад с пышной, декоративной аркой в стилистике фламандского барокко.
Дом наполнялся коллекциями художника, где были:
- античная скульптура
- гобелены и произведения прикладного искусства
- собственные картины, которые не подлежали продаже
- картины художников-предшественников
- сборник картин современных мастеров
- мебель XVII века и так далее.

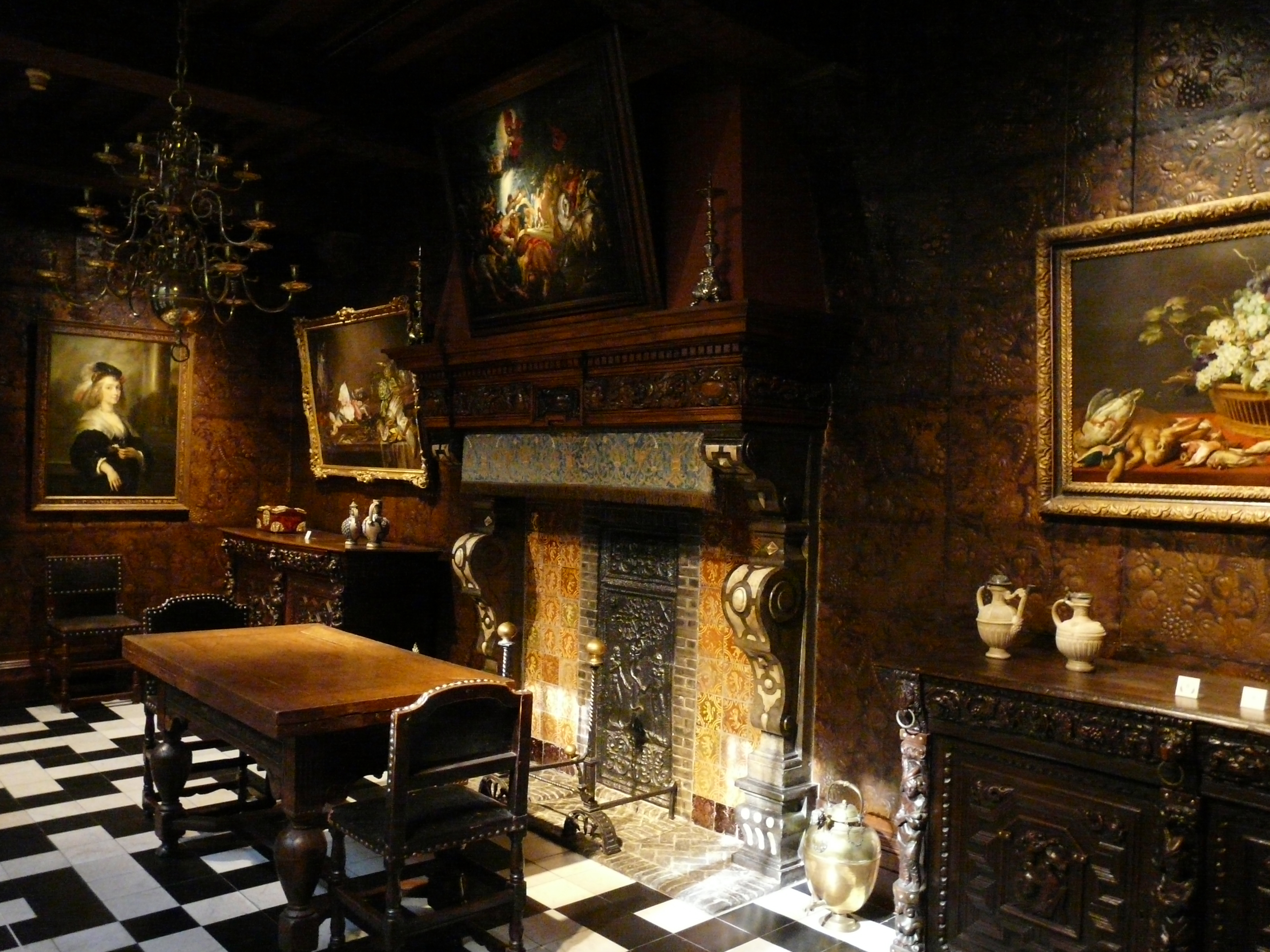
Гостиная
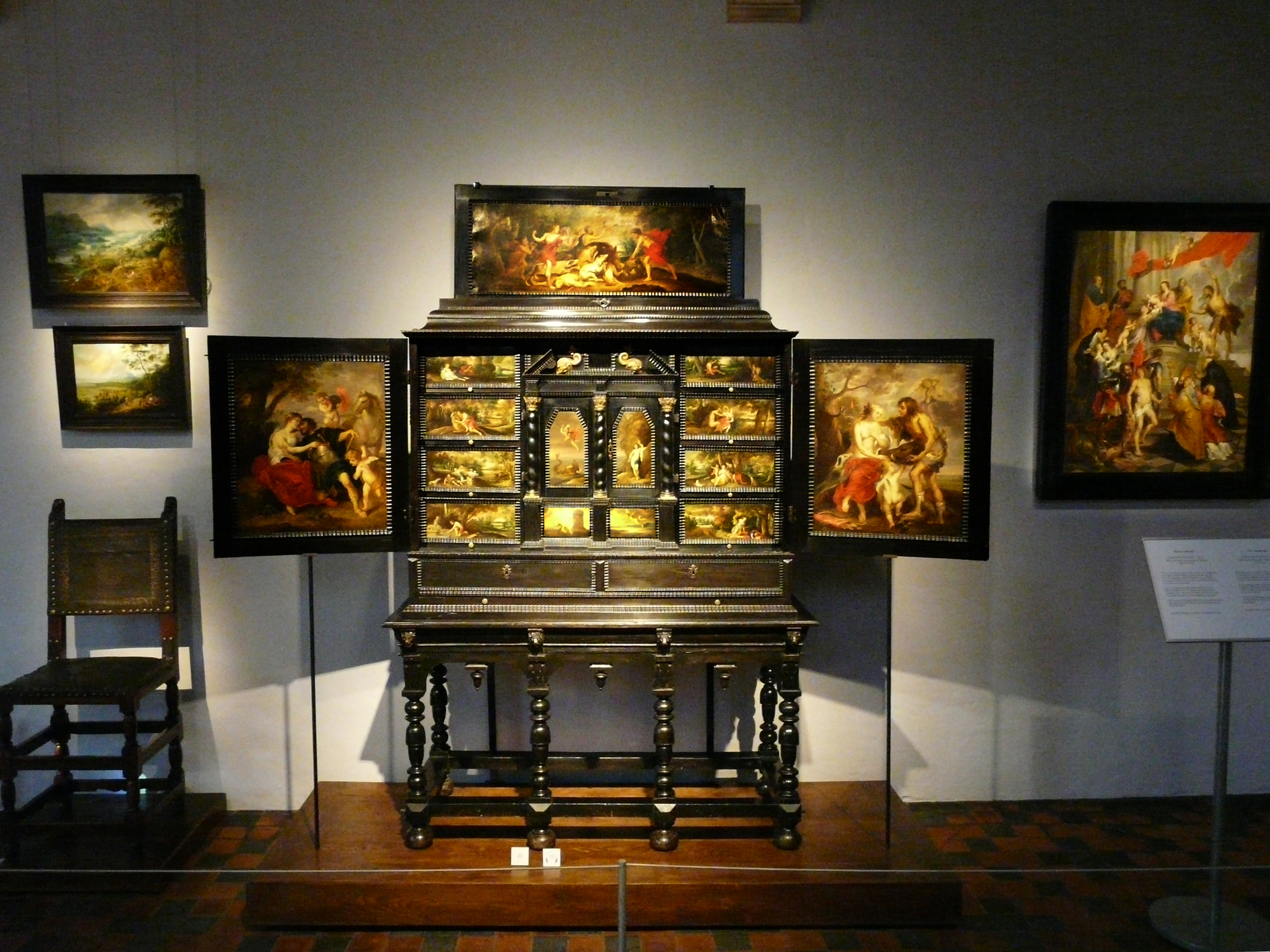
Кабинет редкостей
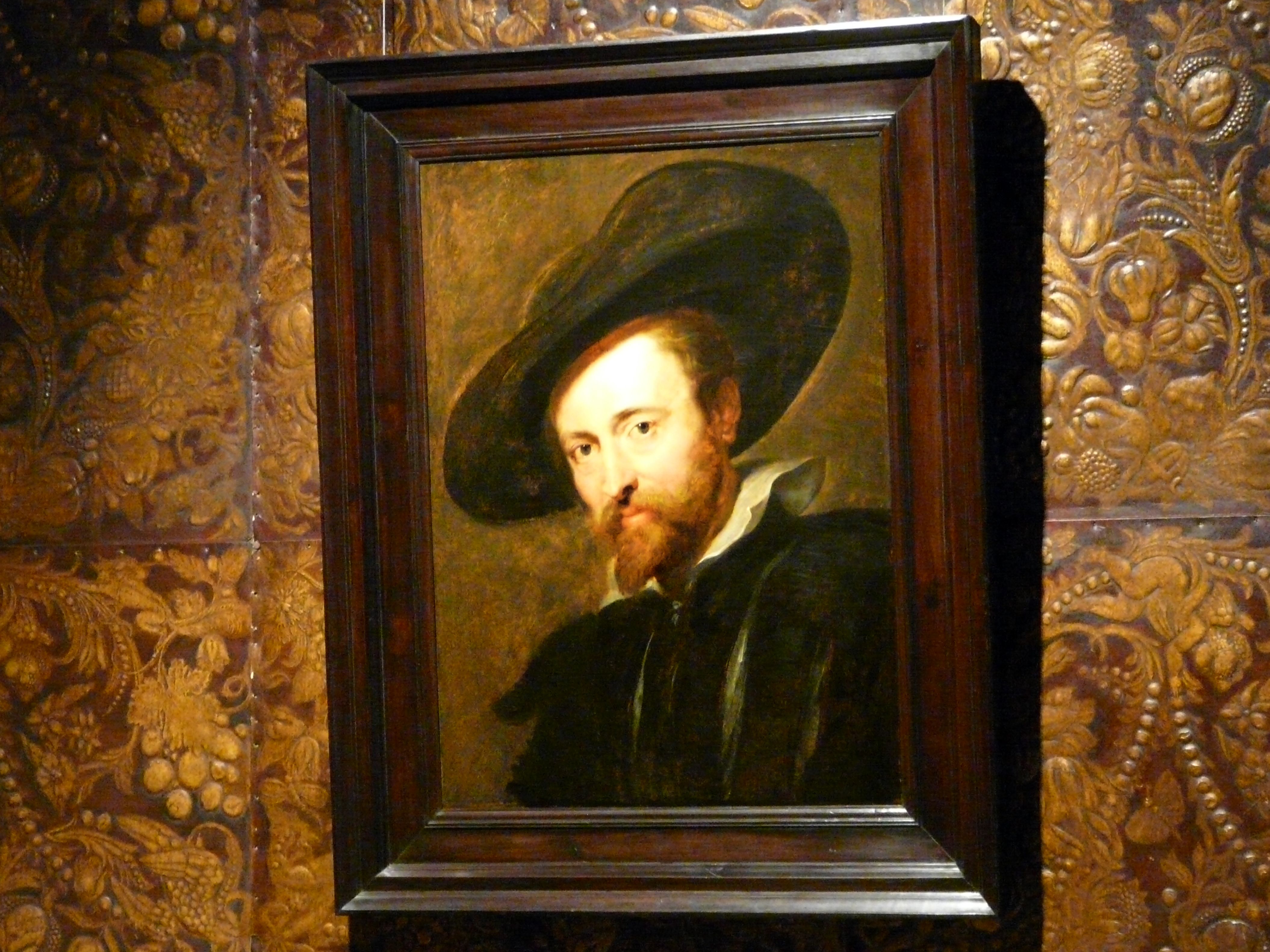
П.П. Рубенс
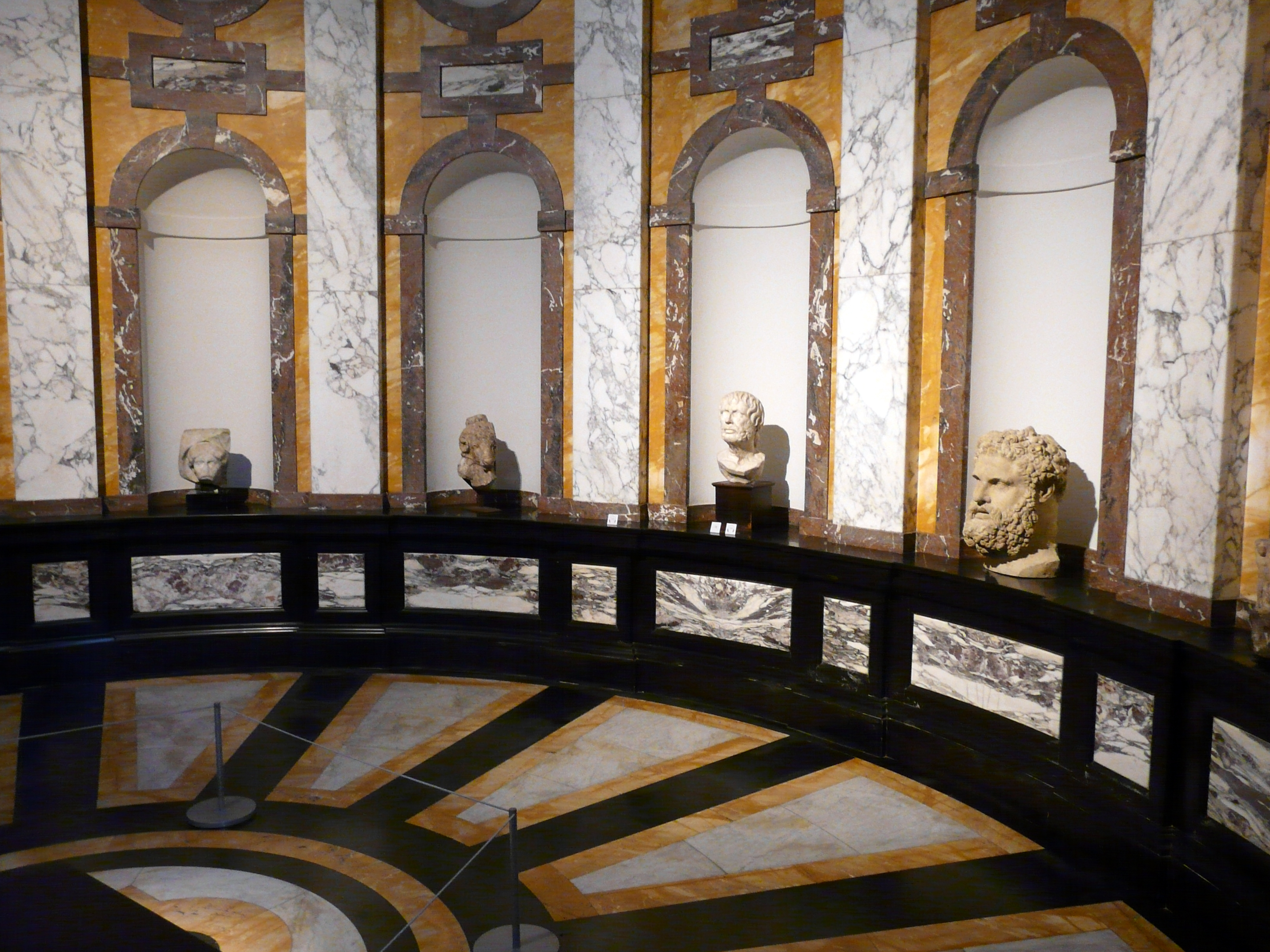
Мраморный зал
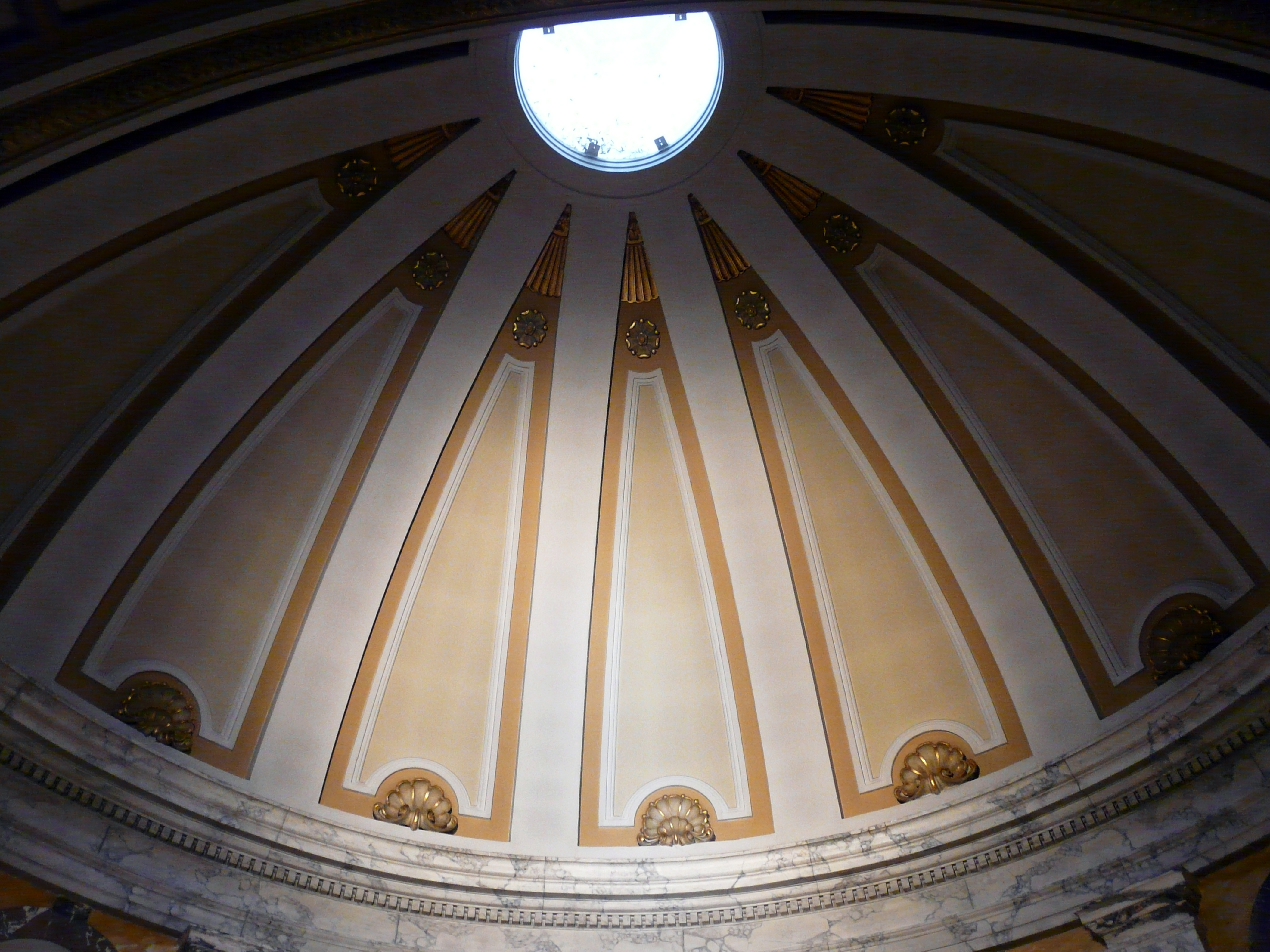
Потолок Мраморного зала
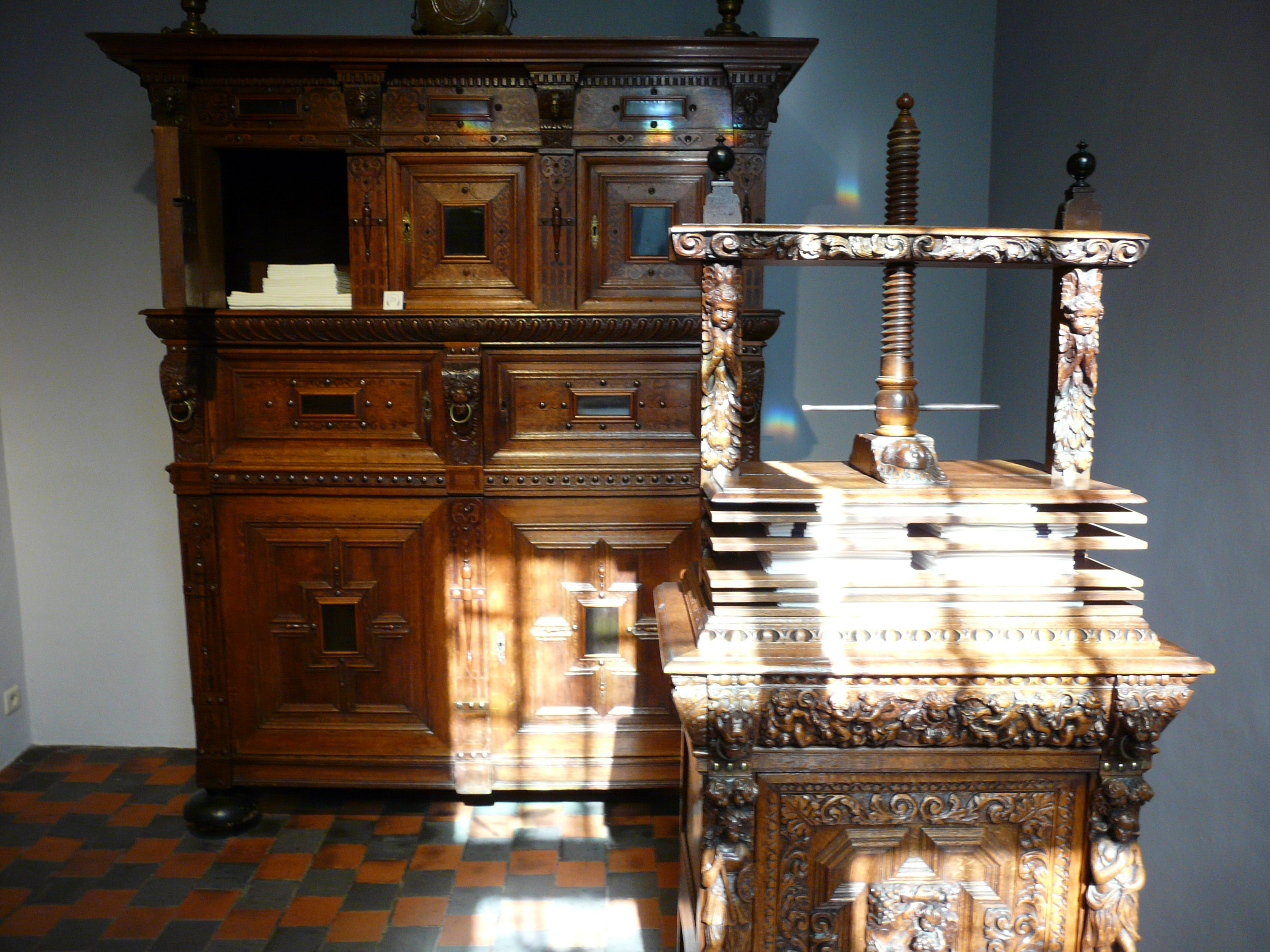
Станок

Рубенс жил здесь до своей смерти. Сохранена и часовня семьи Рубенс в церкви Св. Иакова в Антверпене.

## Завещание и аукцион
Рубенс составил завещание незадолго смерти, по которому художественная коллекция подлежала распродаже и разделу полученных денег между второй женой художника и детьми. Описание коллекции зафиксировало наличие -
- 17 картин Адриана Брауэра,
- Натюрмортов Виллема Хеди, а также произведений, среди которых -
- Ян ван Эйк
- Тициан
- Лука Лейденский
- Тинторетто
- Ганс Гольбейн-младший
- Адам Эльсхаймер
- Перуджино
- Хосе де Рибера
- Якоб Йорданс

Свою коллекцию античных мраморных скульптур он продал англичанину герцогу Букингему. Ради новых памятников античного искусства Рубенс отдал часть своих картин и гобелены собственного собрания.
Картины с обнаженной натурой после смерти мужа вторая жена Рубенса пыталась сжечь, но её уговорили продать их. После смерти художника коллекция была распродана и перешла к владельцам в разные страны.

## Картины из прежнего собрания Рубенса

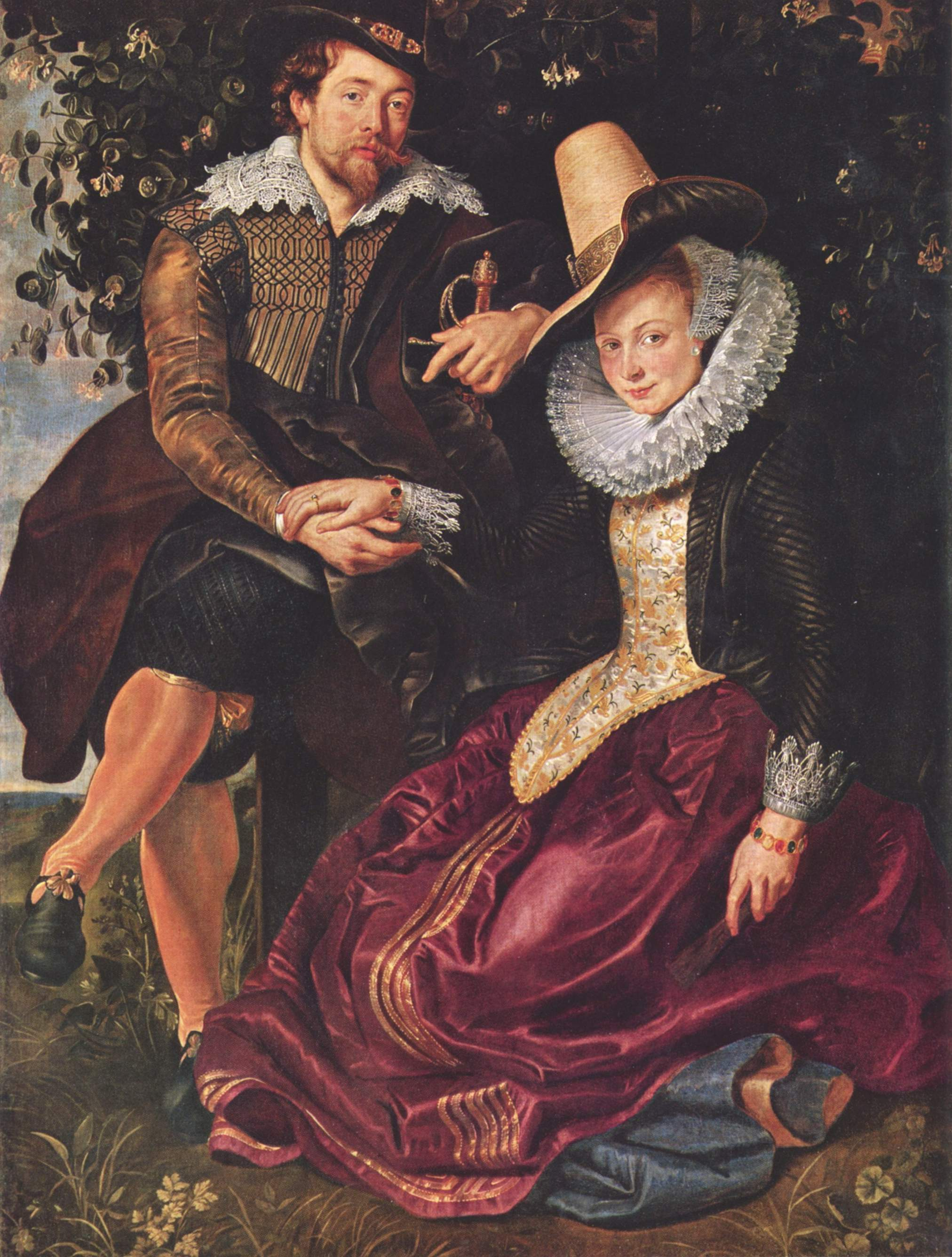
Автопортрет с Изабеллой Брант, Мюнхен, Старая Пинакотека
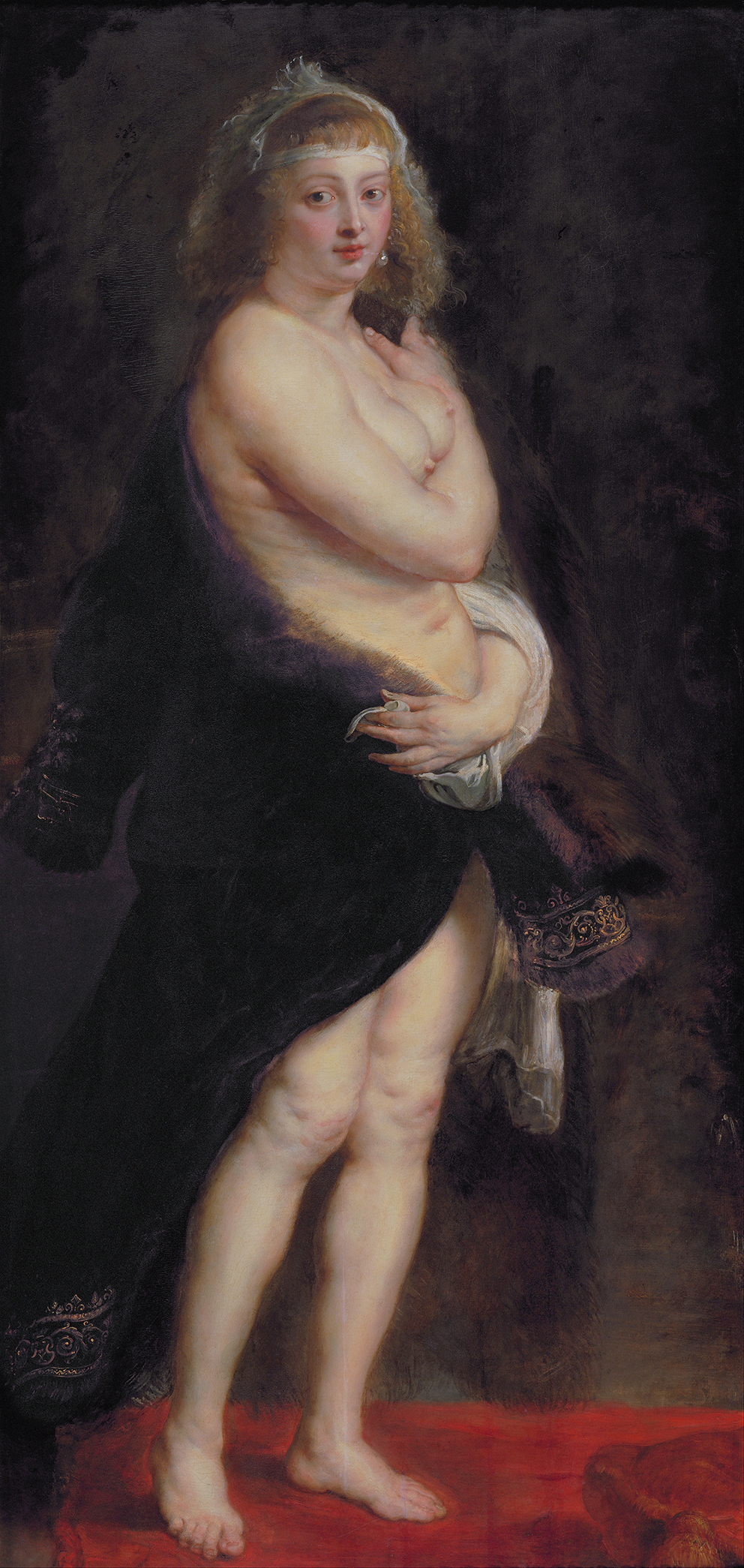
Вторая жена с шубой, Музей истории искусств, Вена
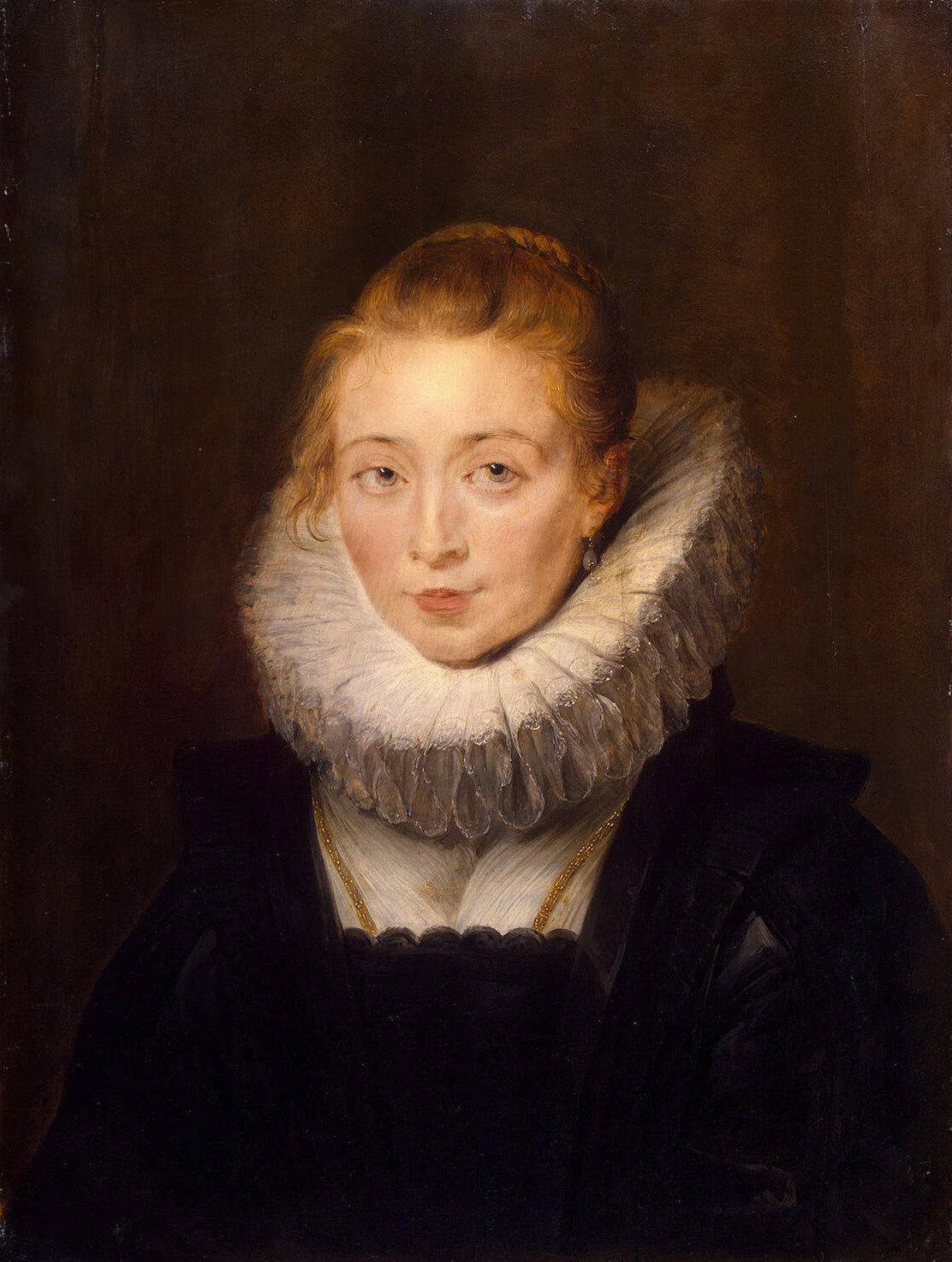
Портрет камеристки инфанты Изабеллы (дочь Клара Серена?), Эрмитаж, Санкт-Петербург
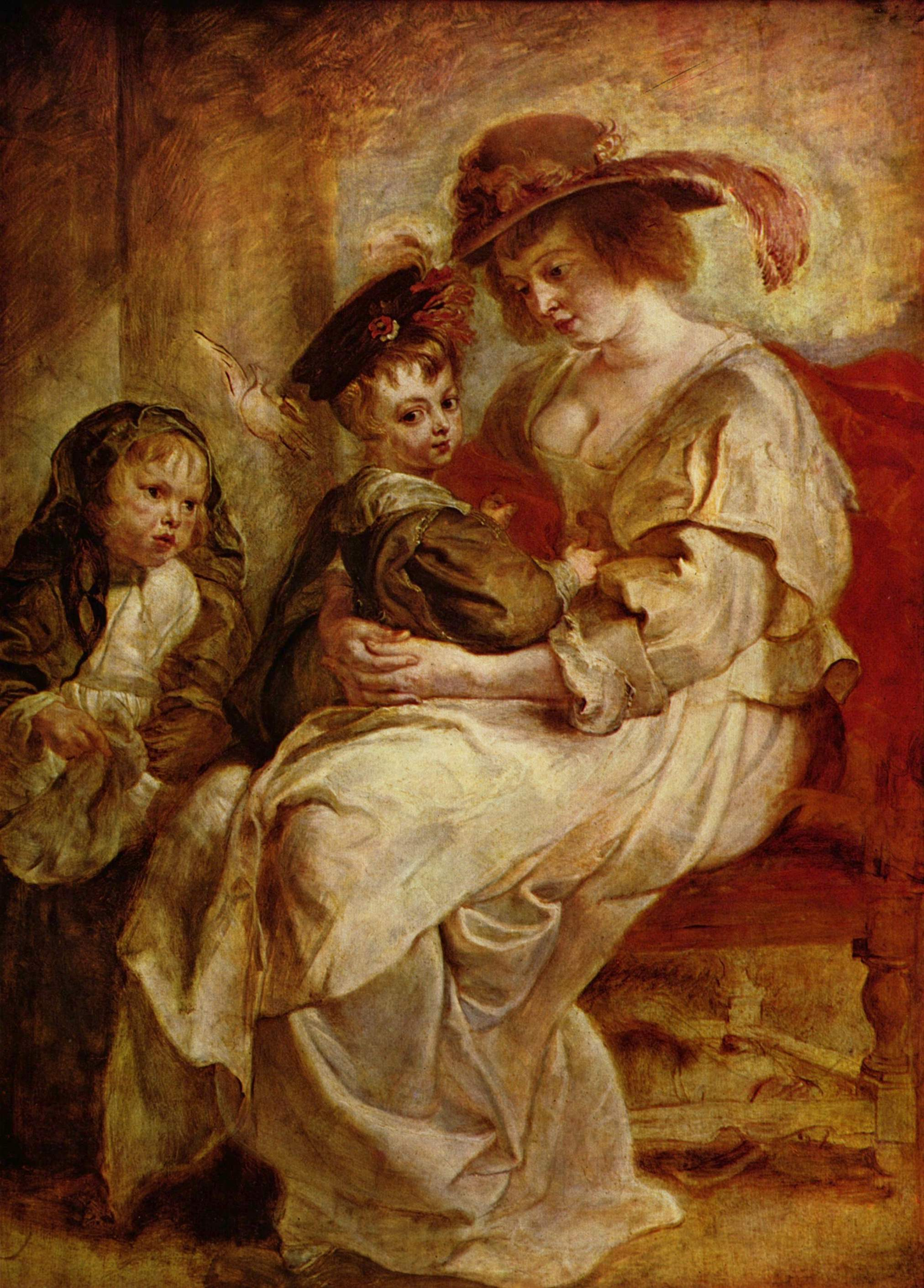
Елена Фурман с детьми, Лувр, Париж

## После смерти Рубенса
Дом был продан и за века несколько раз менял своё назначение, теряя украшения интерьеров, мебель, скульптуры, растения и планировку сада.

### Создание музейного учреждения
В XX в. дом приобрел муниципалитет с целью создания музея Рубенса. С XVII века оригинальными остались только двери и декоративная арка в саду. По старым планам и гравюрам были воспроизведены детали и отделки фасадов. Интерьер заставили аутентичной мебелью XVII века и картинами современников Рубенса или его учеников и помощников. Музей открыли в 1946 г.
Воспроизвести первоначальные коллекции Рубенса не было никакой возможности из-за их пребывания за пределами Бельгии. К тому же, они неоднократно меняли владельцев, а часть — уже достояние музеев мира, среди которых -
- Метрополитен-музей
- Прадо
- Лувр
- Эрмитаж
- Старая пинакотека, Мюнхен

## Коллекции музея
В музее мало экспонатов и предметов из коллекций Рубенса, поэтому называть его мемориальным музеем было бы неправильно. Правда, заведение получило два портрета Бартоломеуса Рубенса и Барбары Арентс (деда и бабушки Рубенса, художник — Якоб Класс ван Утрехт). В экспозиции — эскизы мастера, портреты, копии его картин.
Среди картин художника — автопортрет. Представлены мебель XVII века, картины предшественников и современников мастера. Дом Рубенса позиционирует себя как центр изучения искусства Фландрии от средневековья до барокко.
В 2010 году Музей приобрёл четыре новые картины на условиях долгосрочного кредита.